# أيه جاي برامليت
أيه جاي برامليت (بالإنجليزية: A. J. Bramlett)‏ مواليد 10 يناير 1977 في ديكالب، هو لاعب كرة سلة أمريكي سابق بدأ مسيرته الاحترافية في سنة 1999. يبلغ طوله 6 قدم 10 بوصة (2.1 م). اعتزل اللعب في 2008.

## فرق لعب لها
- كليفلاند كافالييرز
- نادي بلد الوليد لكرة السلة
- نادي إشبيلية لكرة السلة

## روابط خارجية
- أيه جاي برامليت على موقع إن بي أي (الإنجليزية)
- أيه جاي برامليت على موقع سبورتس رفرنس (الإنجليزية)
- أيه جاي برامليت على موقع الدوري الإسباني لكرة السلة (الإسبانية)
- أيه جاي برامليت على موقع كرة السلة الأوروبية.كوم (الإنجليزية)
- أيه جاي برامليت على موقع كلية كرة السلة في سبورتس رفرنس.كوم (الإنجليزية)
- أيه جاي برامليت على موقع ريلجم (الإنجليزية)
- أيه جاي برامليت على موقع بروبوليرز (الإنجليزية)
- أيه جاي برامليت على موقع سبورتس رفرنس (الإنجليزية)